# Commelina melanorrhiza
Commelina melanorrhiza är en himmelsblomsväxtart som beskrevs av Robert Bruce Faden. Commelina melanorrhiza ingår i släktet himmelsblommor, och familjen himmelsblomsväxter.
Artens utbredningsområde är Kenya. Inga underarter finns listade.